# Drepanolejeunea aculeata
Espèce
Statut de conservation UICN

 EN B1+2c : En danger
Drepanolejeunea aculeata est une espèce de plantes de la famille des Lejeuneaceae.

## Publication originale
- Revue Bryologique et Lichénologique 33: 68. 1964.